# Мажуб, Абдеррахман
Абдеррахман Мажуб (фр. Abderrahman Mahjoub; 25 апреля 1929, Касабланка, Французское Марокко — 31 июля 2011, Касабланка, Марокко) — марокканский и французский футболист и тренер, наставник сборной Марокко (1963—1967 и 1971—1972).

## Карьера
Начинал карьеру в юниорском составе местного клуба US Marocaine, затем выступал во французском национальном чемпионате. В 1954 г. в составе «Ниццы» он выиграл Кубок Франции. Затем несколько сезонов провел за парижский «Расинг»,  с которым в 1959 и 1960 гг. становился бронзовым призёром первенства страны. В 1961 г. в составе «Монпелье» поднялся на первую строчку второго дивизиона французского чемпионата. Свою карьеру игрока он закончил в 1968 г. в марокканском «Видаде».
За сборную Франции он провел 7 матчей, дебютировав в игре против Люксембурга, которая завершилась со счетом 8:0. Был участником чемпионата мира 1954, проводившегося в Швейцарии.
По завершении выступлений на футбольном поле в течение нескольких сезонов был тренером национальной сборной Марокко (1964—1967 гг. — совместно с Мохаммедом Массуном). Затем он открыл собственный ресторан «Rick’s Café» в Касабланке.
В 2006 году Мажуб был включён КАФ в список 200 лучших футболистов Африки за последние 50 лет.